# Flåtjärnen (Kalls socken, Jämtland)
Flåtjärnen är en sjö i Åre kommun i Jämtland och ingår i Indalsälvens huvudavrinningsområde. Sjön har en area på 0,0447 kvadratkilometer och ligger 681,3 meter över havet. Sjön avvattnas av vattendraget Utsulån.

## Delavrinningsområde
Flåtjärnen ingår i det delavrinningsområde (705769-136986) som SMHI kallar för Mynnar i Kallsjön. Medelhöjden är 666 meter över havet och ytan är 9,23 kvadratkilometer. Det finns inga avrinningsområden uppströms utan avrinningsområdet är högsta punkten. Utsulån som avvattnar avrinningsområdet har biflödesordning 2, vilket innebär att vattnet flödar genom totalt 2 vattendrag innan det når havet efter 345 kilometer. Avrinningsområdet består mestadels av skog (93 procent). Avrinningsområdet har 0,13 kvadratkilometer vattenytor vilket ger det en sjöprocent på 1,4 procent.